# Амфициониды
Амфициони́ды, или медведесобаки (лат. Amphicyonidae) — семейство вымерших псообразных хищных млекопитающих. Первые известные представители возникли в эоцене (около 50 миллионов лет назад), последние представители просуществовали до позднего миоцена (9 млн лет назад). Внешне амфиционовые напоминали нечто среднее между медведями и псовыми, из-за чего по-английски они называются Bear dogs — медведесобаки или собакомедведи. Раньше среди учёных не было единого мнения, в какое семейство их правильнее определить — к псовым или медвежьим, — однако сегодня их, как правило, выделяют в особое семейство.
Большинство амфиционовых были коренастыми зверями с относительно короткими лапами. Телосложение представителей некоторых родов, таких как Cynelos, было более стройным. Амфиционовые относились к первым крупным представителям хищных. Одним из наиболее ранних родов, датированным эоценом, являлся Simamphicyon. В течение миоцена возникло множество разных видов амфиционовых, от всеядных до довольно специализированных плотоядных. Самым известным родом является Amphicyon — его представители имели массу до 500 кг и длину тела до 2,5 м. Своими мощными зубами амфиционы были, вероятно, даже в состоянии перекусывать кости. Это предположение подкрепляется широкими местами мускульных оснований на черепах амфиционов.

## Систематика
- Подсемейство амфиционины (Amphicyoninae)
  - Род Agnotherium
    - A. antiquus
    - A. grivense

  - Род Amphicyon
    - A. frendens
    - A. bohemicus
    - A. castellanus
    - A. caucasicus
    - A. galushai
    - A. giganteus
    - A. ingens
    - A. intermedius (типовой вид)
    - A. laugnacensis
    - A. longiramus
    - A. major
    - A. pontoni
    - A. reinheimeri
    - A. riggsi
    - A. tairumensis
    - A. ulungurensis

  - Род Amphicyonopsis
    - A. serus

  - Род Brachycyon
    - B. reyi
    - B. palaeolycos
    - B. gaudryi

  - Род Cynelos
    - C. caroniavorus
    - C. crassidens
    - C. helbingo
    - C. idoneus
    - C. jourdan
    - C. lemanensis
    - C. pivetaui
    - C. rugosidens
    - C. schlosseri
    - C. sinapius

  - Род Cynodictis
    - C. lacustris

  - Род Euroamphicyon
    - E. olisiponensis

  - Род Gobicyon
    - G. macrognathus
    - G. zhegalloi

  - Род Guangxicyon
    - G. sinoamericanus

  - Род Haplocyon
    - H. elegans
    - H. crucians

  - Род Haplocyonoides
    - H. mordax
    - H. serbiae
    - H. ponticus

  - Род Haplocyonopsis
  - Род Harpagocyon
  - Род Heducides
  - Род Ischyrocyon
    - I. gidleyi

  - Род Paradaphoenus
    - P. cuspigerus
    - P. minimus
    - P. tooheyi

  - Род Pericyon
  - Род Pliocyon
    - P. medius
    - P. robustus

  - Род Proamphicyon
  - Род Protemnocyon
  - Род Pseudarctos
    - P. bavaricus

  - Род Pseudamphicyon
    - P. bavaricus

  - Род Pseudocyon
    - P. sansaniensis
    - P. steinheimensis
    - P. styriacus

  - Род Pseudocyonopsis
    - P. ambiguus
    - P. antiquus
    - P. quercensis

  - Род Symplectocyon
  - Род Ysengrinia
    - Y. americanus
    - Y. depereti
    - Y. geraniana
    - Y. ginsburg
    - Y. tolosana
- Подсемейство Daphoeninae (Северная Америка)
  - Род Adilophontes
    - A. brachykolos

  - Род Borocyon
  - Род Brachyrhyncocyon
    - B. dodgei
    - B. montanus

  - Род Daphoenictis
    - D. tedfordi

  - Род Daphoenodon
    - D. falkenbachi
    - D. notionastes
    - D. robustum
    - D. periculosus
    - D. skinneri
    - D. superbus

  - Род Daphoenus
    - D. dodgei or Daphoenocyon dodgei
    - D. felinus
    - D. hartshornianus
    - D. inflatus
    - D. lambei
    - D. nebrascensis
    - D. socialis
    - D. transversus
    - D. vetus

  - Род Paradaphoenus
    - P. cuspigerus
    - P. minimus
    - P. tooheyi
- Подсемейство Temnocyoninae (Северная Америка)
  - Род Mammacyon
    - M. obtusidens

  - Род Temnocyon
    - T. altigenis
    - T. ferox
    - T. percussor
    - T. venator
- Подсемейство Thanmastocyoninae